# 5 août 1936
Le mercredi 5 août 1936 est le 218e jour de l'année 1936.

## Naissances
- Frédéric Botton (mort le 27 juin 2008), auteur, compositeur, pianiste, parolier et producteur
- Nicolas Schiffler, personnalité politique française

## Décès
- Camille Sauvageau (né le 12 mai 1861), botaniste et phycologue français
- Georges Caussade (né le 20 novembre 1873), pédagogue et compositeur français

## Événements
- Création de la Navy Expeditionary Medal